# DDR-Meisterschaften im Schwimmen 1984

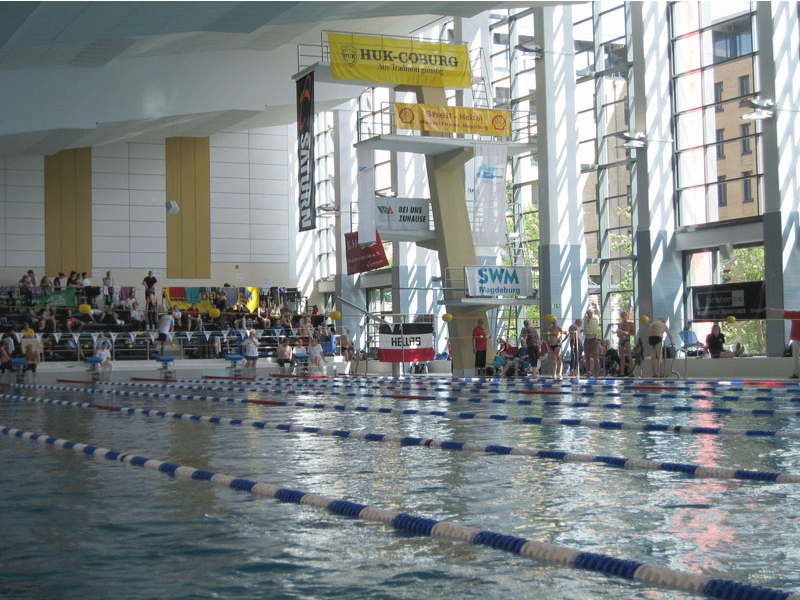
Austragungsort der DDR-Meisterschaften im Schwimmen 1984

Die DDR-Meisterschaften im Schwimmen wurden 1984 zum 35. Mal ausgetragen und fanden vom 22. bis 27. Mai in der Magdeburger Elbeschwimmhalle statt, bei denen auf 31 Strecken (16 Herren/15 Damen) die Meister ermittelt wurden. Mit acht Titeln war der SC Dynamo Berlin die erfolgreichste Mannschaft und stellte mit Sven Lodziewski, der sechs Titel gewann, den erfolgreichsten Sportler dieser Meisterschaft.
Sportliche Höhepunkte der Meisterschaft waren die Weltrekorde von Jens-Peter Berndt über 400 Meter Lagen und Kristin Otto über 200 Meter Freistil, sowie die Europarekorde von Dirk Richter über 100 und 200 Meter Rücken, Thomas Dreßler über 100 Meter Schmetterling und Astrid Strauß über 800 Meter Freistil. Dirk Richter verbesserte am Schlusstag als Startschwimmerin der 4-mal-100-Meter-Lagenstaffel noch einmal seine Bestleistung über 100 Meter Rücken aus dem Einzelfinale. Für neue DDR-Rekorde sorgten bei den Herren Sven Lodziewski über 200 Meter Freistil und Ralf Buttgereit über 200 Meter Brust sowie bei den Damen Kristin Otto über 50 Meter Freistil und Ute Geweniger über 200 Meter Brust. Des Weiteren stellte die Damenstaffel vom SC Karl-Marx-Stadt über 4 × 100 Meter Lagen einen neuen DDR-Rekord für Klubstaffeln auf.

## Zeitplan
Die Vorläufe begannen täglich um 10 Uhr, die Finalläufe um 18 Uhr – ausgenommen am Sonntag um 17 Uhr.
| Zeitplan                | Zeitplan                                                  | Zeitplan                                                         |
| Tag                     | Wettbewerbe                                               | Wettbewerbe                                                      |
| Tag                     | Herren                                                    | Damen                                                            |
| ----------------------- | --------------------------------------------------------- | ---------------------------------------------------------------- |
| Dienstag 22. Mai 1984   | 050 m Freistil 100 m Brust 200 m Freistil                 | 100 m Freistil 400 m Lagen                                       |
| Mittwoch 23. Mai 1984   | 100 m Schmetterling 400 m Lagen 4 × 200-m-Freistilstaffel | 200 m Freistil 200 m Brust                                       |
| Donnerstag 24. Mai 1984 | 100 m Freistil 200 m Rücken                               | 400 m Freistil 100 m Rücken 4 × 100-m-Freistilstaffel            |
| Freitag 25. Mai 1984    | 400 m Freistil 200 m Brust 4 × 100-m-Freistilstaffel      | 100 m Schmetterling 100 m Brust                                  |
| Sonnabend 26. Mai 1984  | 200 m Schmetterling 100 m Rücken                          | 200 m Lagen 050 m Freistil 800 m Freistil 4 × 100-m-Lagenstaffel |
| Sonntag 27. Mai 1984    | 0200 m Lagen 1500 m Freistil 4 × 100-m-Lagenstaffel       | 200 m Schmetterling 200 m Rücken                                 |

## Herren
| Wettbewerb          | Gold                                                                         | Gold         | Silber                                                                   | Silber       | Bronze                                                                       | Bronze       |
| 050 m Freistil      | Dirk Richter SC Einheit Dresden                                              | 23,76 s      | Guido Müller ASK Vorwärts Potsdam                                        | 24,10 s      | Uwe Sofke SC Empor Rostock                                                   | 24,31 s      |
| 100 m Freistil      | Sven Lodziewski SC Dynamo Berlin                                             | 50,84 s      | Lars Hinneburg SC Empor Rostock                                          | 51,80 s      | René Wanzlik SC Magdeburg                                                    | 51,82 s      |
| 200 m Freistil      | Sven Lodziewski SC Dynamo Berlin                                             | 1:49,25 min  | Lars Hinneburg SC Empor Rostock                                          | 1:50,73 min  | André Matzk SC Dynamo Berlin                                                 | 1:51,04 min  |
| 400 m Freistil      | Sven Lodziewski SC Dynamo Berlin                                             | 3:51,87 min  | Uwe Daßler ASK Vorwärts Potsdam                                          | 3:53,74 min  | Steffen Ließ SC Chemie Halle                                                 | 3:54,78 min  |
| 1500 m Freistil0    | Sven Lodziewski SC Dynamo Berlin                                             | 15:28,71 min | Uwe Daßler ASK Vorwärts Potsdam                                          | 15:29,33 min | Steffen Ließ SC Chemie Halle                                                 | 15:43,82 min |
| 100 m Brust         | Sigurd Hanke SC Turbine Erfurt                                               | 1:05,34 min  | Ingo Grzywotz SC Dynamo Berlin                                           | 1:06,55 min  | Hagen Beier ASK Vorwärts Potsdam                                             | 1:06,72 min  |
| 200 m Brust         | Ralf Buttgereit SC Dynamo Berlin                                             | 2:19,64 min  | Enrico Müller SG Dynamo Luckenwalde                                      | 2:25,56 min  | Hagen Beier ASK Vorwärts Potsdam                                             | 2:28,80 min  |
| 100 m Schmetterling | Thomas Dreßler SC DHfK Leipzig                                               | 53,84 s      | Tino Ott SC DHfK Leipzig                                                 | 53,91 s      | Karsten Drobny SC Chemie Halle                                               | 54,06 s      |
| 200 m Schmetterling | Karsten Drobny SC Chemie Halle                                               | 2:03,00 min  | Thomas Körber SC Chemie Halle                                            | 2:04,15 min  | Steffen Jahns SC Chemie Halle                                                | 2:04,77 min  |
| 100 m Rücken        | Dirk Richter SC Einheit Dresden                                              | 55,45 s      | Frank Baltrusch SC Magdeburg                                             | 56,71 s      | Jens-Peter Berndt ASK Vorwärts Potsdam                                       | 56,91 s      |
| 200 m Rücken        | Dirk Richter SC Einheit Dresden                                              | 1:59,80 min  | Jens-Peter Berndt ASK Vorwärts Potsdam                                   | 2:00,68 min  | Frank Baltrusch SC Magdeburg                                                 | 2:01,03 min  |
| 200 m Lagen         | Jens-Peter Berndt ASK Vorwärts Potsdam                                       | 2:03,29 min  | Rainer Sternal SC Magdeburg                                              | 2:05,67 min  | Raik Hannemann SC Dynamo Berlin                                              | 2:08,76 min  |
| 400 m Lagen         | Jens-Peter Berndt ASK Vorwärts Potsdam                                       | 4:19,61 min  | Raik Hannemann SC Dynamo Berlin                                          | 4:31,88 min  | Mirko Erdmann ASK Vorwärts Potsdam                                           | 4:36,98 min  |
| 4 × 100 m Freistil  | SC Dynamo Berlin Steffen Zesner Matthias Lutze André Matzk Sven Lodziewski   | 3:26,52 min  | SC Magdeburg René Wanzlik Rainer Sternal Frank Baltrusch Sven Müller     | 3:28,59 min  | SC Empor Rostock Uwe Sofke Conrad Olaf Ahlers Lars Hinneburg                 | 3:29,26 min  |
| 04 × 200 m Freistil | SC Magdeburg Rainer Sternal René Wanzlik Robert Brendel Sven Müller          | 7:35,26 min  | SC Dynamo Berlin Raik Hannemann Steffen Zesner Heiko Krumbeck Jörn König | 7:47,48 min  | SC Chemie Halle Karsten Drobny Thomas Körber Mike Ketteritzsch Steffen Jahns | 7:48,72 min  |
| 4 × 100 m Lagen     | SC Dynamo Berlin Sven Lodziewski Ingo Grzywotz Steffen Zesner Matthias Lutze | 3:54,18 min  | SC Magdeburg Frank Baltrusch Rainer Sternal Sven Halling René Wanzlik    | 3:54,73 min  | ASK Vorwärts Potsdam Jens-Peter Berndt Hagen Beier Per Wiegand Guido Müller  | 3:55,10 min  |

1. ↑   Dirk Richter verbesserte am Schlusstag als Startschwimmer der 4-mal-100-Meter-Lagenstaffel seinen eigenen Europarekord auf 55,35.
2. ↑   Außer Konkurrenz startete die DDR-Auswahlstaffel mit André Matzk, Steffen Ließ, Lars Hinneburg, Sven Lodziewski in 7:24,42 min.

## Damen
| Wettbewerb          | Gold                                                                             | Gold        | Silber                                                                       | Silber      | Bronze                                                                    | Bronze      |
| 050 m Freistil      | Kristin Otto SC DHfK Leipzig                                                     | 25,71 s     | Birgit Meineke SC Dynamo Berlin                                              | 26,08 s     | Sylvia Scheller SC DHfK Leipzig                                           | 26,21 s     |
| 100 m Freistil      | Kristin Otto SC DHfK Leipzig                                                     | 54,94 s     | Birgit Meineke SC Dynamo Berlin                                              | 55,51 s     | Heike Friedrich SC Karl-Marx-Stadt                                        | 56,60 s     |
| 200 m Freistil      | Kristin Otto SC DHfK Leipzig                                                     | 1:57,75 min | Birgit Meineke SC Dynamo Berlin                                              | 1:58,75 min | Karen König TSC Berlin                                                    | 2:00,57 min |
| 400 m Freistil      | Astrid Strauß TSC Berlin                                                         | 4:09,53 min | Anke Sonnenbrodt ASK Vorwärts Potsdam                                        | 4:10,76 min | Katja Hartmann ASK Vorwärts Potsdam                                       | 4:11,62 min |
| 800 m Freistil      | Astrid Strauß TSC Berlin                                                         | 8:28,36 min | Grit Richter SC Chemie Halle                                                 | 8:33,42 min | Katja Hartmann ASK Vorwärts Potsdam                                       | 8:41,28 min |
| 100 m Brust         | Ute Geweniger SC Karl-Marx-Stadt                                                 | 1:08,85 min | Sylvia Gerasch SC Dynamo Berlin                                              | 1:09,51 min | Silke Hörner SC DHfK Leipzig                                              | 1:10,50 min |
| 200 m Brust         | Ute Geweniger SC Karl-Marx-Stadt                                                 | 2:29,52 min | Sylvia Gerasch SC Dynamo Berlin                                              | 2:31,18 min | Silke Hörner SC DHfK Leipzig                                              | 2:32,03 min |
| 100 m Schmetterling | Ines Geißler SC Karl-Marx-Stadt                                                  | 59,88 s     | Kathleen Nord SC Magdeburg                                                   | 1:00,97 min | Susanne Link SC Empor Rostock                                             | 1:01,45 min |
| 200 m Schmetterling | Ines Geißler SC Karl-Marx-Stadt                                                  | 2:08,96 min | Kathleen Nord SC Magdeburg                                                   | 2:11,34 min | Jacqueline Alex SC Turbine Erfurt                                         | 2:11,82 min |
| 100 m Rücken        | Kristin Otto SC DHfK Leipzig                                                     | 1:01,13 min | Ina Kleber SC Turbine Erfurt                                                 | 1:01,53 min | Kathrin Zimmermann SC Karl-Marx-Stadt                                     | 1:01,98 min |
| 200 m Rücken        | Kathrin Zimmermann SC Karl-Marx-Stadt                                            | 2:10,97 min | Kristin Otto SC DHfK Leipzig                                                 | 2:11,88 min | Cornelia Sirch SC Turbine Erfurt                                          | 2:13,34 min |
| 200 m Lagen         | Ute Geweniger SC Karl-Marx-Stadt                                                 | 2:12,94 min | Kathleen Nord SC Magdeburg                                                   | 2:15,87 min | Birgit Meineke SC Dynamo Berlin                                           | 2:16,92 min |
| 400 m Lagen         | Kathleen Nord SC Magdeburg                                                       | 4:43,32 min | Petra Schneider SC Karl-Marx-Stadt                                           | 4:50,16 min | Katja Hartmann ASK Vorwärts Potsdam                                       | 4:51,82 min |
| 04 × 100 m Freistil | SC Dynamo Berlin Manuela Stellmach Ute Zerfaß Simone Ballaschk Kerstin Kielgaß   | 3:51,65 min | TSC Berlin Anette Zwingenberger Karen König Senger Astrid Strauß             | 3:55,17 min | SC DHfK Leipzig Sylvia Scheller Sabine Schacke Bergmann Möller            | 3:56,20 min |
| 4 × 100 m Lagen     | SC Karl-Marx-Stadt Kathrin Zimmermann Ute Geweniger Ines Geißler Heike Friedrich | 4:08,64 min | SC Turbine Erfurt Ina Kleber Carolin Resinek Kornelia Greßler Cornelia Sirch | 4:14,84 min | SC Dynamo Berlin Beatrice Georgi Sylvia Gerasch Schmengler Birgit Meineke | 4:17,36 min |

1. ↑   Außer Konkurrenz startete die DDR-Auswahlstaffel mit Kristin Otto, Heike Friedrich, Susanne Link, Birgit Meineke in 3:44,34 min.

## Medaillenspiegel

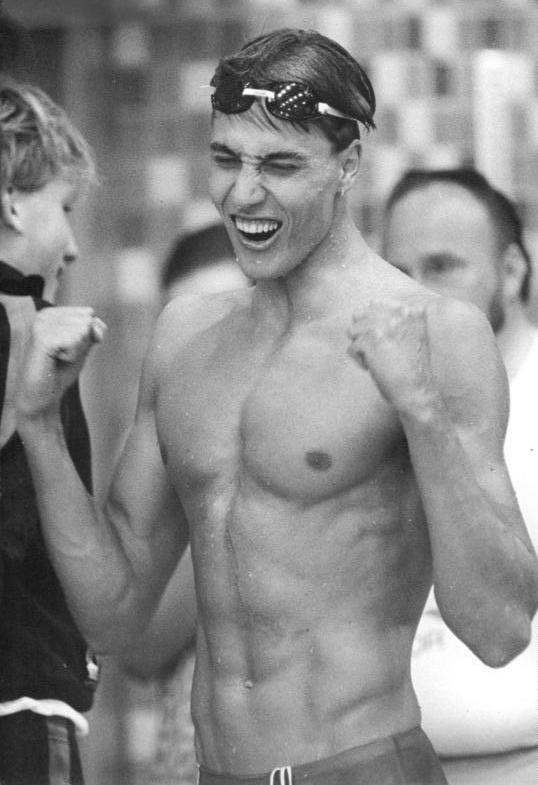
Jubel von Jens-Peter Berndt nach seinem Weltrekord über 400 m Lagen.

| Platz | Verein                         | Verein                | Gold | Silber | Bronze | Total |
| ----- | ------------------------------ | --------------------- | ---- | ------ | ------ | ----- |
| 01    | Logo vom SC Dynamo Berlin      | SC Dynamo Berlin      | 8    | 8      | 4      | 20    |
| 02    | Logo vom SC Karl-Marx-Stadt    | SC Karl-Marx-Stadt    | 7    | 1      | 2      | 10    |
| 03    |                                | SC DHfK Leipzig       | 5    | 2      | 4      | 11    |
| 04    | Logo vom SC Einheit Dresden    | SC Einheit Dresden    | 3    | –      | –      | 03    |
| 05    | Logo vom SC Magdeburg          | SC Magdeburg          | 2    | 7      | 2      | 11    |
| 06    | Logo vom ASK Vorwärts Potsdam  | ASK Vorwärts Potsdam  | 2    | 5      | 8      | 15    |
| 07    | Logo vom TSC Berlin            | TSC Berlin            | 2    | 1      | 1      | 04    |
| 08    | Logo vom SC Chemie Halle       | SC Chemie Halle       | 1    | 2      | 5      | 08    |
| 09    | Logo vom SC Turbine Erfurt     | SC Turbine Erfurt     | 1    | 2      | 2      | 05    |
| 10    | Logo vom SC Empor Rostock      | SC Empor Rostock      | –    | 2      | 3      | 05    |
| 11    | Logo der SG Dynamo Luckenwalde | SG Dynamo Luckenwalde | –    | 1      | –      | 01    |
|       | Total                          | Total                 | 31   | 31     | 31     | 93    |